# Palazzo Lomellini w Carmagnoli
Palazzo Lomellini – pałac miejski zlokalizowany w centrum miasta Carmagnola we Włoszech (Piemont), przy centralnym Piazza Sant'Agostino.

## Historia i architektura

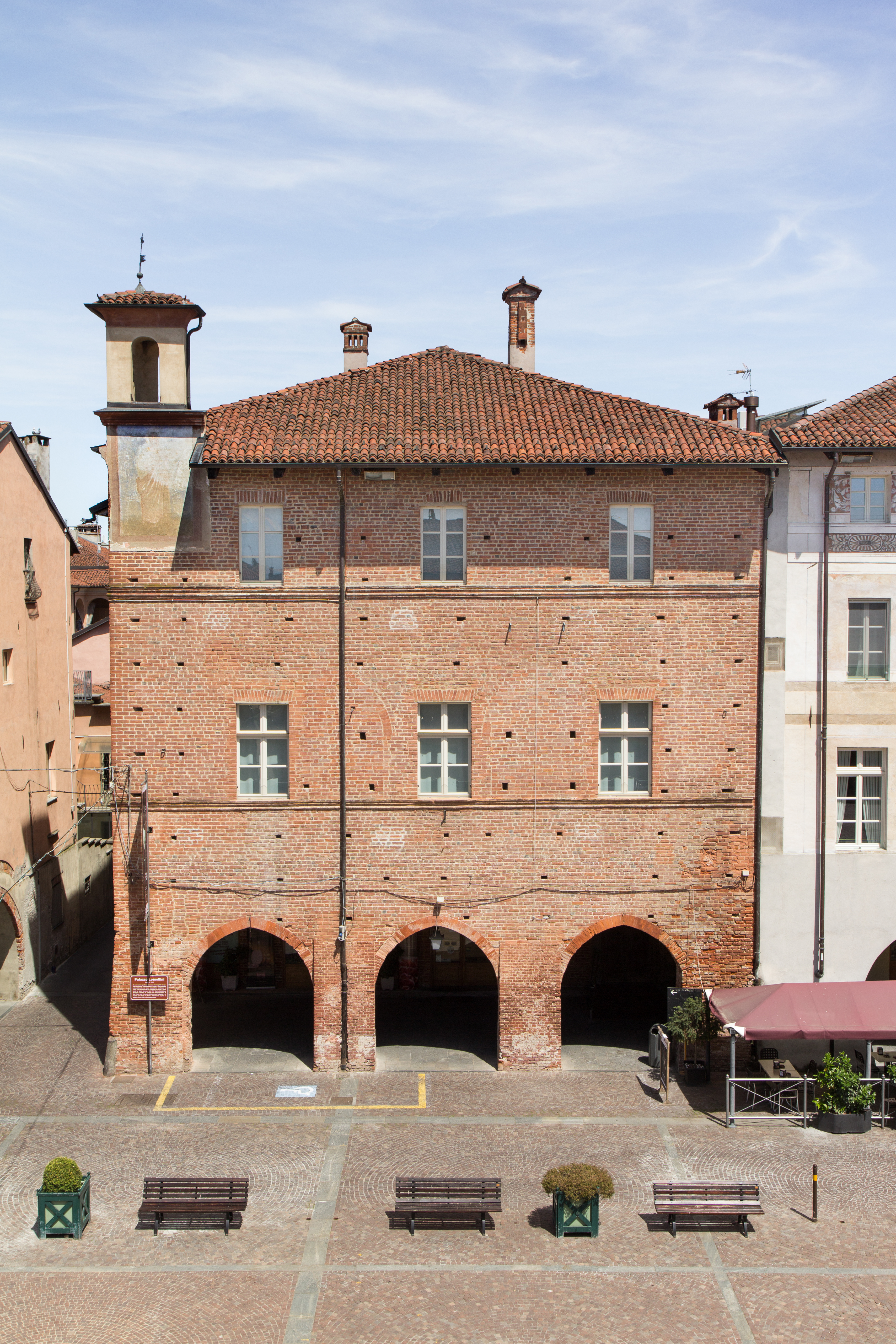
Widok ogólny

Pierwsze historyczne przekazy o pałacu pochodzą z początku XVII wieku (rodzina Lomellini być może pochodziła z Genui).
Pałac jest jednym z najbardziej rozpoznawalnych budynków cywilnych w mieście. Budowla, podobnie jak pozostałe pobliskie domy, została wzniesiona około połowy XV wieku, o czym świadczą późnogotyckie ostrołukowe łuki portyku, zamurowane od strony Via Lomellini w połowie XVIII wieku. Na wyższych kondygnacjach tego samego skrzydła czytelne są ślady małych gotyckich okienek z terakotowymi obramieniami, dziś w dużej mierze zamurowanych oraz otwarte okno owalne.
Cały budynek ma odsłonięte ceglane elewacje, a jego charakter jest surowy, stonowany i elegancki, urozmaicony delikatnymi opaskami terakotowymi. Na dwóch piętrach od strony Piazza Sant'Agostino znajdują się regularne prostokątne okna, które nie są oryginalne. Charakterystyczna jest niewielka sygnaturka wznosząca się ponad profil dachu, w lewym narożniku obiektu. W parterze zlokalizowany jest ostrołukowy portyk podzielony na trzy przęsła, oparty na czworokątnych filarach. Z portyku wejście do pałacu prowadzi przez portal z szarego kamienia, na szczycie którego, w ramie otoczonej liśćmi akantu, wyrzeźbiony jest kolorowy herb z wizerunkiem ręki z krótkim mieczem, być może nawiązujący do ikonografii św. Pawła. Na architrawie wyryty jest napis „Congregazione di carità”, będący wspomnieniem czasów, gdy w Palazzo Lomellini (od 1717), przez około sześćdziesiąt lat, mieściła się kongregacja "Caritable of San Paolo” (założona wcześniej, w 1695) zajmująca się przede wszystkim materialnym oraz duchowym wsparciem powołań do zakonów. O czasach tych przypomina również duży fresk przedstawiający św. Pawła, znajdujący się na fasadzie budynku, od strony placu, poniżej sygnaturki, na rogu.
Palazzo Lomellini został pozostawiony w spadku przez Marię Maddalenę Pertusię Lomellini i w 1939 przeszedł na własność miasta. Mieścił różne instytucje. Obecnie odbywają się tutaj wystawy sztuki i inne wydarzenia kulturalne. Od strony dziedzińca renesansowe loggie zostały zamknięte przeszkleniami, zwiększając powierzchnie wystawiennicze pałacu.